# Liste der Bodendenkmale in Parthenstein
In der Liste der Bodendenkmale in Parthenstein sind die Bodendenkmale der Gemeinde Parthenstein und ihrer Ortsteile nach dem Stand der Auflistung von Klaus Kroitzsch und Harald Quietzsch aus dem Jahr 1984 aufgelistet. Eventuelle Änderungen und Ergänzungen, insbesondere aus der Zeit nach der Wende, sind nicht berücksichtigt, da für Sachsen aktuell keine neueren allgemein zugänglichen Bodendenkmallisten vorliegen. Die Baudenkmale sind in der Liste der Kulturdenkmale in Parthenstein aufgeführt.
| Denkmal-ID | Fundart            | Ortsteil      | Bezeichnung | Zeitstellung    | Lage                                                                   | Bemerkungen | Bild |
| ---------- | ------------------ | ------------- | ----------- | --------------- | ---------------------------------------------------------------------- | --- | ---- |
| ?          | besonderer Stein   | Großsteinberg | Steinkreuz  | Spätmittelalter | im Ort, an der südlichen äußeren Kirchhofsmauer, westlich des Eingangs | Schutz seit 17. Dezember 1962 |      |
| ?          | Befestigung > Burg | Pomßen        | Wasserburg  | Mittelalter     | im Ort, Schlossbereich                                                 | durch Schloss überformt und erweitert, vom Rechteckgraben ist oberflächlich nur noch ein Rest im Westen erhalten, Schutz seit 1. August 1958 |      |